# Tigar i zmaj (2000.)
Tigar i zmaj (eng. "Crouching Tiger, Hidden Dragon") film je iz 2000. godine, nastao u američko-kinesko-tajvansko-hongkonškoj produkciji. 
Film se temelji na tradicionalnom kineskom "wuxia" žanru (borilačke vještine i viteštvo). Uzbuđen zbog prilike da ostvari svoj san iz djetinjstva, redatelj Ang Lee okupio je filmsku ekipu s Tajvana, Hong Konga i Kine. Film je doživio iznenađujuće veliki uspjeh u cijelom svijetu. S kineskim dijalozima i engleskim titlovima, film je postao vrlo uspješniji strani film u mnogim zemljama, uključujući i SAD i Ujedinjeno Kraljevstvo, a na dodjeli Oscara bio je nominiran za najbolji film, najbolji strani film i režiju te u drugim kategorijama. Osvojio je Oscara za najbolji strani film i u tri tehničke kategorije, dva Zlatna globusa, tri BAFTA nagrade i mnoge druge. 
Uspjeh "Tigra i zmaja" inspirirao je afirmirane azijske redatelje kao što su Zhang Yimou i Chen Kaige da snime wuxia filmove za zapadnu publiku. Izabran je za najbolji film desetljeća (razdoblje od 2000. do 2009.) u izboru hrvatskih filmskih kritičara, objavljenom u Jutarnjem listu.

## Radnja
Radnja filma odvija se u vrijeme zalaza kineske dinastije Qing oko 1800. godine. Majstor borilačkih vještina Li Mu Bai planira se povući u mirovinu. Svoj vrlo vrijedan mač, koji se zove "Zelena sudbina", želi darovati svom prijatelju Sir Teu. Mač je u Sir Teuovu palaču donijela, Li Mu Baijeva prijateljica Yu Shu Lien, koja također odlično barata borilačkim vještinama. Između njih dvoje postoji naklonost i potajna zaljubljenost. 
Tajanstveni lopov ukrao je mač iz Sir Teuove palače. Li Mu Bai i Yu Shu Lien odlučili su ga pronaći. Prvotno je osumnjičena Smaragdna lisica, koja je otprije na lošem glasu zbog ubojstva Li Mu Baijeva prijatelja. No, mač je ukrala mlada plemkinja Jen. Zaljubljena je u pustinjskog razbojnika Lo Hisao Huoa, ali trebala bi se udati za drugoga u unaprijed dogovorenom i nametnutnom braku. Jen se iznenađujuće dobro snalazi u borilačkim vještinama. Lo Hisao Huo dolazi na Jenino vjenčanje i moli je da ode s njime, ali ga odbija. 
Yu Shu Lien obavještava Jen, da je Lo Hisao Hou čeka na sigurnom. Između njih dvije izbija borba. Jen je zahvaljujući maču "Zelenoj sudbini" imala malo više uspjeha, no borba je prilično bila ujednačena. Pojavljuje se Li Mu Bai koji u borbi pobjeđuje Jen. Nudi Jen, da prijeđe na njihovu stranu, ali ona odbija. Li Mu Bai bacio je mač preko vodopada. Jen je skočila za njim. Od utapljanja spasila ju je Smaragdna lisica. Došlo je do borbe između Li Mui Baia i Smaragdne lisice, koja pogiba u borbi, ranivši Li Mui Baija. Jen odlazi potražiti protuotrov za Li Mu Baijevu ranu. U međuvremenu, Li Mu Bai umire na rukama Yu Shu Lien i izjavljuje joj ljubav prije nego umre. Jen se prekasno vratila s protuotrovom. Mač "Zelena sudbina" vraćen je Sir Teu. Jen se sastaje s Lo Hisao Huom i zajedno provode noć. Drugi dan, Jen ga upita koja mu je želja, dok je stajala na rubu litice. On odgovori, da želi da budu zajedno. Jen je skočila s litice među oblake.